# Tiszainoka
Tiszainoka is een plaats (község) en gemeente in het Hongaarse comitaat Jász-Nagykun-Szolnok. Tiszainoka telt 446 inwoners (2007).